# كيفين فانجو
كيفين فانجو بامبو بوكوسو هو لاعب كرة قدم ألماني يلعب كمدافع مع نادي كإن إي سي نيميخن والمنتخب الهولندي.